# Saison 3 de Sur écoute
Chronologie
Saison 2 Saison 4
Cet article présente la troisième saison de la série Sur écoute (The Wire).

## Résumé
La troisième saison se concentre à nouveau sur la rue et l'organisation des Barksdale. La série inclut désormais la scène politique de la ville. Une intrigue secondaire explore les effets potentiellement positifs d'une légalisation de facto du commerce de la drogue, et accessoirement de la prostitution, au sein d'un territoire délimité de quelques blocs résidentiels inhabités surnommé « Hamsterdam ». Les avantages escomptés, comme à Amsterdam et dans d'autres villes européennes, sont une réduction de la criminalité de rue dans toute la ville et une plus grande portée des services de santé et des services sociaux aux personnes vulnérables.
La démolition des tours résidentielles servant de territoire principal à l'organisation Barksdale oblige les dealers à retourner dans les rues de Baltimore. Stringer Bell poursuit sa réforme de l'organisation en coopérant avec d'autres barons de la drogue, partageant leurs territoires, produits et bénéfices. Mais la nouvelle politique de Stringer se heurte au rejet brutal de Marlo Stanfield, leader d'un nouveau gang en plein expansion. Contre les recommandations de Stringer, Avon décide de mettre la main sur le territoire de Marlo par la force et les deux clans se retrouvent impliqués dans une guerre faisant de nombreux morts. Omar, en compagnie de son nouveau petit ami et de deux femmes, continue à voler le clan Barksdale dès que possible ; il est à nouveau considéré comme un sérieux problème. La violence liée au trafic de drogue pousse Cedric Daniels et son unité des crimes majeurs (Major Crimes Unit, MCU), désormais pérennisée, à enquêter.
Le conseiller municipal Tommy Carcetti se prépare à la course électorale pour le poste de maire de la ville. Il manipule un autre conseiller pour qu'il s'oppose au maire actuel et ainsi diviser le vote noir. Il s'entoure d'un responsable de campagne compétent et commence à faire les gros titres de la presse locale.
Approchant la fin de sa carrière, le major Howard « Bunny » Colvin du district de l'ouest souhaite opérer un véritable changement dans les quartiers en difficulté dont il est depuis longtemps responsable. Sans que son '(commandement ne le sache, Colvin crée des zones où la police va surveiller, mais non punir, le marché de la drogue. Les forces de l'ordre répriment sévèrement la violence dans ces zones ainsi que le trafic de drogue ailleurs dans la ville. Pendant plusieurs semaines, son expérience fonctionne et le criminalité diminue dans son district. Ses supérieurs mais aussi les médias et les politiciens de la ville finissent par avoir connaissance de cet arrangement et l'expérience « Hamsterdam » prend fin. Les hauts gradés étant indignés par ses actions, Colvin accepte une rétrogradation et prend sa retraite du service de police avec une pension minime. Tommy Carcetti utilise le scandale pour prononcer un grand discours durant le conseil municipal hebdomadaire de la ville.
Pendant ce temps, Dennis « Cutty » Wise, autrefois homme de main de dealers, est libéré de prison après avoir passé 14 ans en prison. Cutty souhaite mener une vie honnête, en partie pour renouer avec une ancienne petite amie. Il tente de travailler en tant qu'ouvrier mais éprouve des difficultés à s'adapter à sa vie d'homme libre. Il flirte alors avec son ancienne vie et commence à travailler pour Avon. Comprenant qu'il n'a plus le cœur pour le meurtre, il quitte le clan Barksdale et utilise le financement d'Avon pour ouvrir sa propre salle de boxe.
La MCU apprend que Stringer a investi dans l'immobilier afin de poursuivre son rêve d'une carrière de businessman légitime et prospère. Persuadé que la guerre de territoire sanglante contre Stanfield est sur le point de détruire tout ce pour quoi le clan Barksdale a travaillé, Stringer informe Colvin de la localisation de l'arsenal d'Avon. Frère Mouzone revient à Baltimore et retrouve Omar pour lui proposer d'unir leurs forces. Mouzone affirme à Avon que sa tentative de meurtre survenue la saison précédente doit être vengée. Avon, se rappelant comment Stringer a ignoré ses ordres entraînant la tentative de Stringer de faire tuer Mouzone, furieux du meurtre de D'Angelo que Stringer a finalement confessé, et craignant que Mouzone nuise à sa réputation à l'extérieur de Baltimore, informe Mouzone de la venue de Stringer sur son site de construction. Mouzone et Omar le coincent et le tuent par balles.
Colvin renseigne McNulty sur la cache d'Avon et, armée des informations récoltées par la mise sur écoute des téléphones jetables du clan Barksdale, la MCU réalise une descente, arrête Avon et la plupart de ses lieutenants. L'empire criminel des Barksdale étant en ruines, le jeune gang Stanfield n'a plus qu'à s'emparer de ses territoires. Le trafic de drogue dans le West Baltimore continue.

## Épisodes

### Épisode 1:Un Nouveau Baltimore
- États-Unis : 19 septembre 2004 sur HBO

La saison commence alors que Bodie Broadus, Poot Carr et Puddin se souviennent avec plus ou moins d’émotion de la tour 221 qui est démolie par les services de la ville, dans un effort de rénovation urbaine pour étouffer le trafic de la drogue. La consigne politique est claire : faire reculer le taux de criminalité anormalement élevé de la ville pour endiguer la fuite de la population. C'est dans ce contexte que le commissaire Burrell et le colonel Rawls désormais chef des opérations policières sont mis sous pression par une commission à la mairie pour baisser la criminalité, et Rawls fait passer le message au major Taylor des quartiers est qui dirige de département, alors que la ville a connu cinq meurtres au cours de la même soirée dans les quartiers est ! Lors d'un déjeuner avec Burrell, l'ambitieux conseiller municipal Carcetti qui dirige la commission lui demande son soutien contre le maire Clarence Royce qu'il compte renverser aux prochaines élections, mais Burrell refuse. Le jour suivant, Carcetti humilie Burrell publiquement.

### Épisode 2:Respect
- États-Unis : 26 septembre 2004 sur HBO

Le détective McNulty a des doutes sur le soi-disant suicide en prison de D'Angelo Barksdale et commence sa propre enquête officieuse.
Le clan Barksdale veut discuter du partage des territoires avec le jeune Marlo Stanfield. Mais celui-ci, à la tête d'une équipe qu'il vient de créer, refuse la discussion et chasse les dealers Barksdale de son territoire acquis par la force.
Tommy Carcetti exerce de plus en plus de pression sur son commissaire Burell afin de réduire le taux élevé de criminalité de la ville, qui lui-même demande à ses hommes plus de résultats. Rawls met sous pression le major Taylor, lui donnant huit heures pour avoir de meilleurs résultats. Pendant ce temps, Cheese participe à un combat clandestin de chiens et tue son pitbull d’une balle après avoir perdu. Il parle de ce « meurtre » au téléphone. La police, sur écoute, croit enfin tenir Cheese mais ils découvrent plus tard qu’il ne parlait pas d’un véritable homicide. 

### Épisode 3:À L'Ouest, la Mort
- États-Unis : 3 octobre 2004 sur HBO

À la réunion hebdomadaire de la police de Baltimore, le major Taylor est renvoyé pour cause de mauvais résultats de la criminalité dans son district. Le politique ambitieux Tommy Carcetti utilise la presse à son avantage pour mettre la pression sur le maire et tester sa ténacité. Lorsque l'unité criminelle du lieutenant Daniels est réorientée vers un nouvel objectif (priorité à la criminalité et non à la drogue), McNulty, fidèle à son habituelle fierté, refuse de détourner son attention de l'organisation Barksdale. Sa relation avec ses collègues et notamment Lester se dégrade. En pleine explosion de la criminalité, l'inspecteur Cole de la brigade criminelle décède subitement. Ses collègues lui rendent hommage.

### Épisode 4:Amsterdam
- États-Unis : 10 octobre 2004 sur HBO

Les dealers des quartiers Ouest de Baltimore sont affrétés en bus pour une rencontre surprenante avec le major Colvin : celui-ci cherche à les convaincre de déplacer le trafic de drogue vers une « zone de tolérance ». Mais les jeunes dealers sont loin de vouloir collaborer et méprisent toute autorité au major. Cutty, lassé de son travail de jardinier, décide de revenir au commerce de la drogue et contacte le clan Barksdale. Il assiste à une fête où la drogue, l’alcool et les filles lui offrent bien plus de « gloire » qu’un travail honnête. Pendant ce temps, l'avocat d'Avon demande sa libération. Le conseiller Carcetti révèle au grand jour ses ambitions politiques, qui ne sont pas réellement prises au sérieux. Il rencontre une ancienne connaissance dont il veut faire sa future directrice de campagne. 

### Épisode 5:Au Grand Jour
- États-Unis : 17 octobre 2004 sur HBO

Le major Colvin cherche à mettre en place son système de « zone de tolérance » pour les dealers de Baltimore mais il doit trouver un moyen de les convaincre. Il se procure le nom des intermédiaires de la drogue auprès de l’unité de renseignements du lieutenant Daniels. Ces derniers ont la capacité de donner des ordres aux plus jeunes et de déplacer le trafic vers des zones inhabitées. Pour attirer les consommateurs, les policiers les emmènent sur Amsterdam. Pendant ce temps, Lantzmann envoie Bunk à la prison pour obtenir des informations pour retrouver l'arme. Omar cherche à se venger du clan Barksdale mais son équipe connaît des dissensions.

### Épisode 6:Retour à la Maison
- États-Unis : 31 octobre 2004 sur HBO

Stringer continue d’investir l’argent de la drogue dans l’immobilier. Il apprend à corrompre les bonnes personnes pour faire avancer ses chantiers qui prennent du retard. Avon est mal à l’aise dans ce rôle d'homme d'affaires et veut retourner aux méthodes classiques : faire la guerre des territoires avec le jeune dealer Marlo. C'est dans ce contexte que l'équipe de Cutty, chargée par Avon, échoue à s'en prendre à une équipe de Marlo qui réplique. Plus tard, lors d'un autre affrontement, Cutty comprend qu’il a perdu sa capacité de tuer et il préfère se retirer définitivement du domaine avec l’accord d'Avon. Marlo explique à son équipe que le clan Barksdale est affaiblie et que son heure est venue de prendre leur place. À Amsterdam, Colvin fait démanger la seule habitante des maisons censée être vides, bien qu'elle soit réticente. 

### Épisode 7:Quand se dessine le réseau
- États-Unis : 7 novembre 2004 sur HBO

Daniels comprend pourquoi son unité a été réaffectée à l’affaire Barksdale et il demande à McNulty de partir à la fin de l’enquête car il ne peut pas compter sur sa loyauté. L’équipe commence à trouver une stratégie d’enquête en suivant les achats de téléphones jetables des dealers dans toute la région.
Carcetti continue de mettre le maire sous pression via l’affaire de l’assassinat d’un témoin non protégé par la police de Baltimore.
À la suite d'une discussion avec Omar sur la conscience, Butchie a fait retrouver l'arme de service qui avait disparu et la 
Greggs est mis à la porte.
Les officiers du Major Colvin s’impatientent face à la « zone de tolérance » qu’ils doivent surveiller sans pouvoir intervenir contre le commerce de drogue.

### Épisode 8:La fin justifie les moyens
- États-Unis : 14 novembre 2004 sur HBO

Carcetti profite d’un conseil d’administration pour mettre la pression à Burrell sur la non-protection des témoins. L’unité de police de Daniels continue de surveiller les achats de téléphones des dealers.
McNulty est contacté par la mère D'Angelo Barksdale sur les causes de la mort de son fils.
Des dealers sont braqués à "Hamsterdam".
Marlo est abordé par une jeune femme qui couche avec lui. Mais Marlo, méfiant la suit et blesse le commanditaire, Avon Barksdale, qui la paie.
Dennis "Cutty" cherche à retrouver un sens à sa vie après avoir abandonné le commerce de la drogue. Il est aidé par un révérend qui lui propose de monter un club de boxe.

### Épisode 9:Au-delà des règles
- États-Unis : 21 novembre 2004 sur HBO

Deux membres du clan Barksdale, avec l'accord de Stringer Bell en pleine réunion, violent la « trêve du dimanche », une règle implicite des cartels mais normalement respectée de tous, en manquant de tuer Omar à la sortie de la messe. La nouvelle de cette violation se répand dans le milieu et Omar, furieux, veut faire la peau des Barksdale. Stringer est de plus en plus mécontent de la persistance d’Avon à vouloir se venger d’Omar malgré les échecs successifs. Stringer est aussi mécontent que ses chantiers n'avancent pas.
Le révérend réussit à convaincre Colvin d’ajouter à la « zone de tolérance » des programmes de santé publique. Les agents de police comprennent que la stratégie de Colvin n’est pas provisoire mais revient à légaliser la drogue. Un meurtre a lieu dans 'Hamsterdam" et Carver décide de déplacer le corps hors de la zone par loyauté envers Colvin. Ce dernier ordonne aux dealers de lui livrer l'assassin, alors que les enquêteurs de la crim ont compris que le corps a été déplacé. Herc est excédé et décide d’alerter la presse.

### Épisode 10:La réforme
- États-Unis : 28 novembre 2004 sur HBO

Le conflit entre Avon et Marlo s’intensifie faisant des morts des deux côtés.  Proposition Joe arrête de fournir les quartiers ouest tant que la guerre continue et Avon refuse les conseils de Stringer qui veut au contraire proposer une trêve voire coopérer. Stringer Bell s'apprête à appeler la police. Frère Mouzone est de retour à Baltimore avec pour mission de se venger. Il cherche à trouver Omar qui lui-même veut assassiner Stringer.
Colvin parvient à étouffer momentanément l’affaire auprès du journaliste contacté par Herc. Mais cela l’oblige à prévenir ses supérieurs de son « initiative ». Burell est furieux et transmet directement l’information au Maire, qui décide au contraire d’étudier de près le sujet car Colvin a tout de même obtenu de nets résultats de baisse de criminalité.
L'unité de Daniels a réussi à mettre sur écoute les brûleurs des dealers, mais ceux-ci s'en débarrassent très rapidement. Freamon et McNulty ont une autre idée en tête: convaincre Bernard de vendre des brûleurs que l'unité a mis sur écoute avant leur mise sur le marché.

### Épisode 11:Dernière étape
- États-Unis : 12 décembre 2004 sur HBO

Cutty vient voir Avon pour le convaincre de financer sa salle de gym à hauteur de 15 000 dollars. Petit à petit, les adolescents apprennent les règles et les valeurs de la boxe. Pendant ce temps, la mairie, mise au courant d'"Hamsterdam" réfléchis à la stratégie à suivre, tout en projetant de désigner Burrell comme bouc émissaire, mais ce dernier, méfiant, informe Carcetti de cette drôle d'affaire. Le conseiller décide de voir Colvin pour découvrir son histoire de "Hamsterdam", avant d'en informer la presse nationale dans le but d'humilier le maire. Les autorités attendent le signal de la mairie pour mettre fin à "Hamsterdam".
Stringer Bell se rend compte que l’argent versé pour des « pots de vins » dans l’immobilier était en fait une escroquerie dont il est victime. Fou de rage, il veut assassiner le sénateur Clay Davis mais Avon refuse catégoriquement. Pendant ce temps, Frère Mouzone retrouve Omar et forme une alliance avec lui afin de se venger de Stringer. Mouzone oblige Avon à balancer son associé. Stringer et Avon passent une soirée ensemble entre amis pour la dernière fois, évoquant le chemin qu'ils ont parcouru.

### Épisode 12:Mission accomplie
- États-Unis : 19 décembre 2004 sur HBO

Les troupes d’Avon se préparent à la guerre avec Marlo car ils le croient responsable de l’assassinat de Stringer. La presse est avertie des « zones de tolérance », ce qui fait enfler une polémique néfaste au maire, d’autant qu’elle est instrumentalisée par le conseiller Carcetti dans sa campagne électorale. Burrel décide de faire porter toute la responsabilité de l’affaire sur Colvin qui est dégradé à quelques semaines de sa retraite, et met fin à "Hasterdam" en faisant arrêter tous les dealers qui s'y trouvent. Au cours de l'opération, les policiers retrouvent le corps de Johnny, ancien comparse de Bubbles, mort d'une overdose.
Les équipes de Daniels comprennent qu’il est trop tard pour Stringer mais qu’ils ont une chance d’arrêter Avon à sa place. Grâce à l’information donnée par Stringer à Colvin, sa cache est repérée. Avon et ses hommes sont arrêtés alors qu'ils étaient sur le point d'éliminer le gang de Marlo Stanfield. L'unité de Daniels est enfin parvenu à mettre fin à l'empire criminel des Barksdale.